# Le Rêve de l'horloger
Pour plus de détails, voir Fiche technique et Distribution.
Le Rêve de l'horloger est un film de Georges Méliès sorti en 1904 au début du cinéma muet.

## Synopsis
Un horloger s'endort dans son atelier. Il rêve que les trois pendules qui l'entourent se transforment en jolie femme, puis, qu'il est transporté dans un superbe parc. Mais au réveil, il se retrouve dans son atelier.

## Fiche technique
- Titre : Le Rêve de l'horloger
- Réalisation : Georges Méliès
- Durée : 2 minutes 40 secondes
- Date de sortie : France : 1904

## Distribution
- Georges Méliès : l'horloger